# Aschara
Aschara ist ein Ortsteil der Stadt Bad Langensalza in Thüringen mit etwa 440 Einwohnern.

## Geografische Lage
Der Ort liegt etwa sechs Kilometer südlich des Ortsrands von Bad Langensalza am Südosthang des Ascherbergs (310 m ü. NN), entlang Bachs Weißer Bach. Die nächstliegenden Dörfer sind Eckardtsleben im Norden, Burgtonna im Osten, Ballstädt im Südosten, Westhausen im Süden, Wiegleben im Westen und Henningsleben im Nordwesten. Die Verkehrsanbindung erfolgt über die B 247 zwischen Gotha und Bad Langensalza, Abzweig Aschara über die Landstraße 2125, und aus Richtung Burgtonna über die Ascharer Straße. Die Fahner Höhe liegt etwa 4 km westlich des Ortes.

## Geschichte
Im Güterverzeichnis des Klosters Hersfeld erscheint das Dorf unter den Schenkungen Karls des Großen an das Kloster, die bis zum Tod seines Gründers Lullus im Jahre 786 gemacht worden waren. So beging Aschara im Jahre 2011 sein (mindestens) 1.225-jähriges Bestehen.
Im Jahre 932 tauschte Heinrich I. das Dorf gegen andere Besitzungen an den Abt von Kloster Hersfeld. Die Herren von Aschare gaben den Ort an die Herren von Salza (Bad Langensalza) und diese (vermutlich um 1410) an die Herren von Gleichen. 1634 kam der Ort mit der Herrschaft Tonna infolge eines Erbfolgevertrags an den Freiherrn von Tautenburg und Frauenprießnitz und nach dessen Tod 1640 an den Grafen von Waldeck. Durch Kaufvertrag von 1677 fiel Aschara an Herzog Friedrich I. von Sachsen-Gotha-Altenburg. Im Norden des Dorfes erhebt sich eine Anhöhe, an deren Südseite im Mittelalter Wein angebaut wurde, allerdings mit schlechtem Ertrag. Die Erhebung ist heute von der Bahnstrecke Gotha–Leinefelde durchschnitten, der westliche Teil ist der Weinberg mit 268 m Höhe, auf dem eine Holländerwindmühle aus dem Jahr 1848 steht, der östliche Teil heißt Wartberg.
Im Herzogtum Sachsen-Gotha-Altenburg gehörte Aschara zum Landratsamt Gotha und kam nach der Gründung des Landes Thüringen 1922 zum Landkreis Gotha. Im Rahmen der Kreisreform von 1952 kam die Gemeinde zum Kreis Langensalza im Bezirk Erfurt.
Am 1. Januar 1994 wurde Aschara nach Bad Langensalza eingemeindet.
Aschara verfügte ehemalig über eine Unterkunft für Spätaussiedler und Asylbewerber, welche jedoch im Sommer 2003 geschlossen wurde.

## Ortsteilbürgermeister
Der Ortsteilbürgermeister von Aschara ist Martin Rudolph. Zuvor war seit 2014 Dieter Kraußlach im Amt.

## Kultur und Sehenswürdigkeiten

### Bauwerke
- Kirche
Nach Beck stand oberhalb des Dorfes, also vermutlich auf dem Weinberg, eine kleine Kapelle, von der im 18. Jahrhundert noch Reste zu erkennen waren. Man pflanzte eine Linde an den Platz. Die noch vor der Reformation (vor 1517) erbaute Kirche musste 1748 wegen Baufälligkeit abgerissen werden.[3] Zum Bau der St.-Petri-Kirche wurde am 28. Mai 1749 der Grundstein gelegt. Im Innern der Kirche sieht man die 1751/52[9] vom Orgelbauer Johann Valentin Nößler geschaffene Orgel.
- Altes Backhaus
Restauriertes Fachwerkhaus in Ortsmitte
- Steinkreuz
(Lage→): Etwa 600 m nördlich des Ortes steht am westlichen Straßenrand in Richtung Eckardtsleben unter einem Baum ein altes Steinkreuz. Hier zweigt auf der Gemarkungsgrenze nach Eckardtsleben ein Feldweg nach Westen ab. Das Steinkreuz hat im Volksmund auch noch andere Namen: Schwedenkreuz, Taternkreuz. Auch Flurnamen beziehen sich auf das Kreuz: Beim Kreuzchen, Totenrain. Das Kreuz hat nach außen leicht verbreiterte Arme mit gerundeten Umrisskanten und einem Näpfchen auf dem Scheitel des Kopfes. Die Hintergründe des Aufstellens sind unbekannt.[10][11]
- Ehemalige Windmühle
(Lage→): Auf dem 268 m ü. NN hohen Weinberg steht der Rest einer ehemaligen Windmühle.

### Museen
- Im Glockenmuseum Apolda aufgestellte Bienenkorbglocke aus dem 12. Jahrhundert gilt als die älteste erhaltene Glocke im Raum der Thüringer Landeskirche. Sie steht im Eigentum der evangelisch-lutherischen Kirchengemeinde von Aschara.

### Fotogalerie

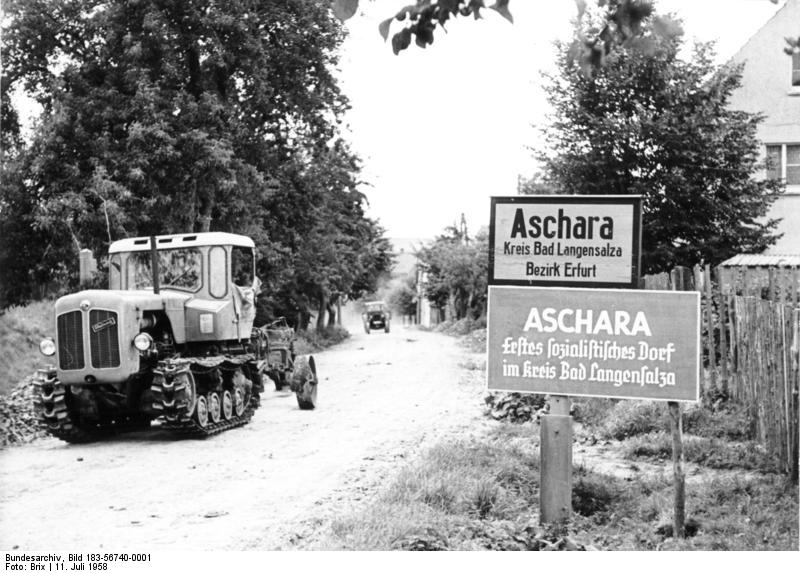
Eingang von Aschara am 11. Juli 1958: „Erstes sozialistisches Dorf im Kreis Bad Langensalza“
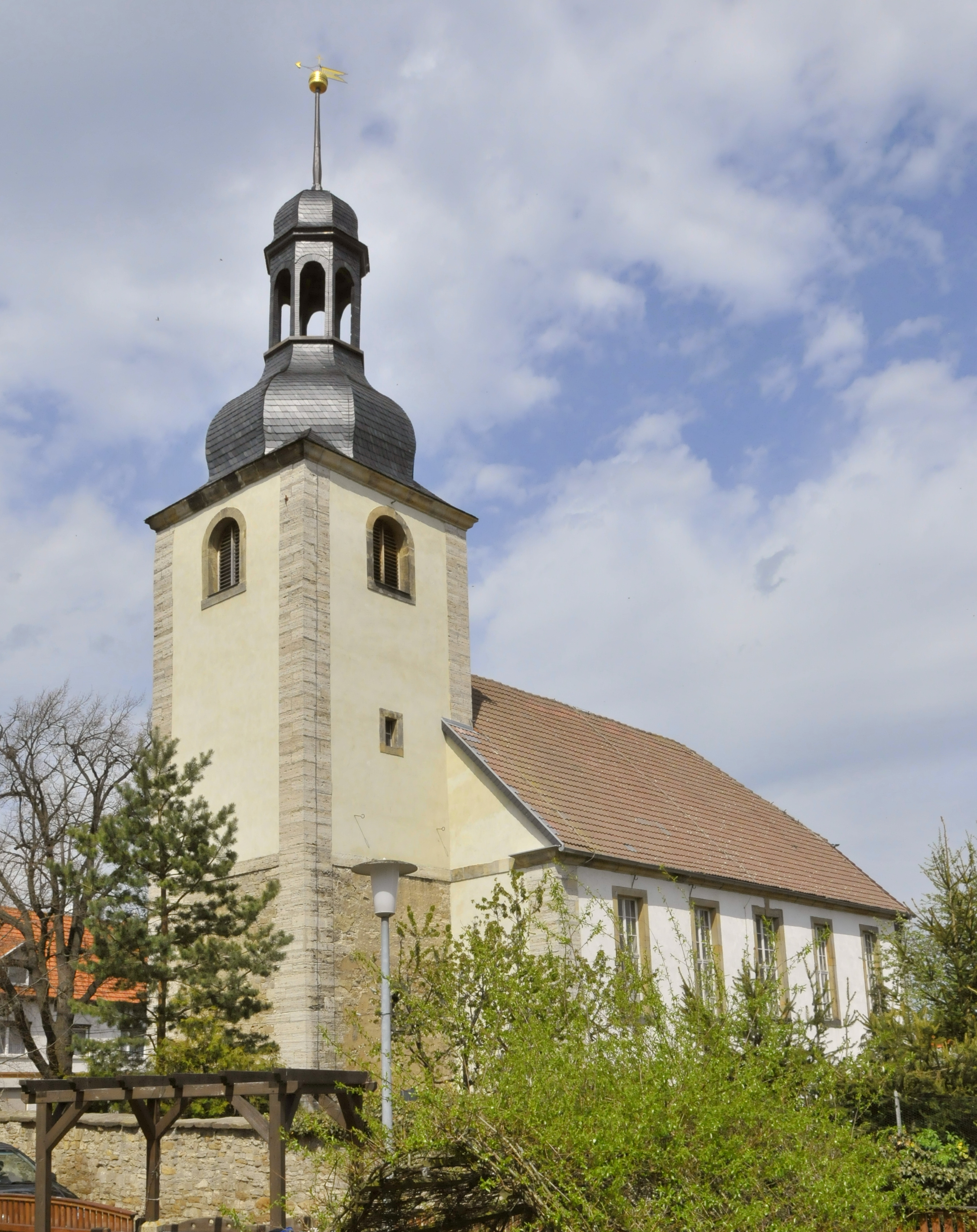
Kirche
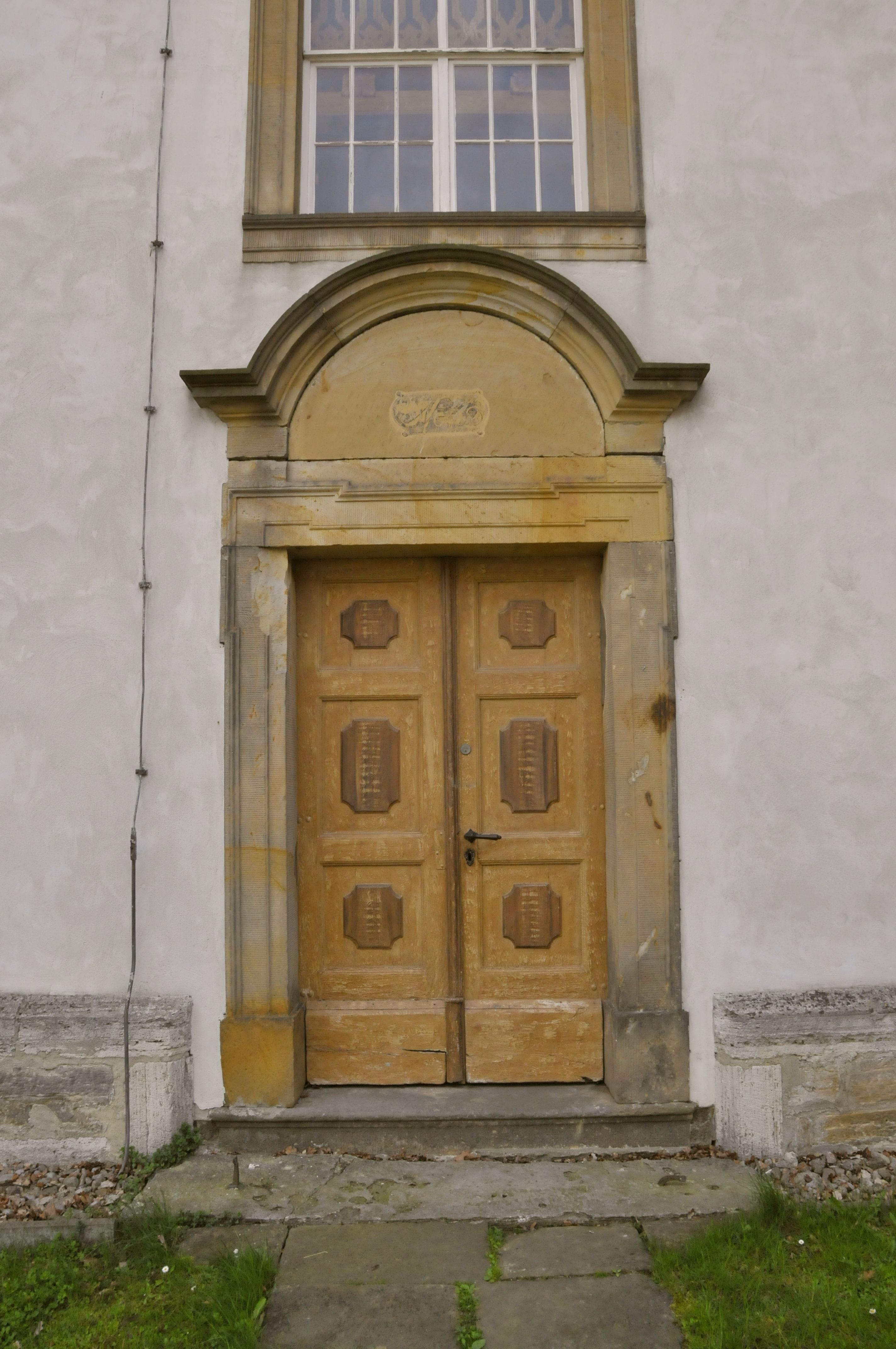
Kirchentür
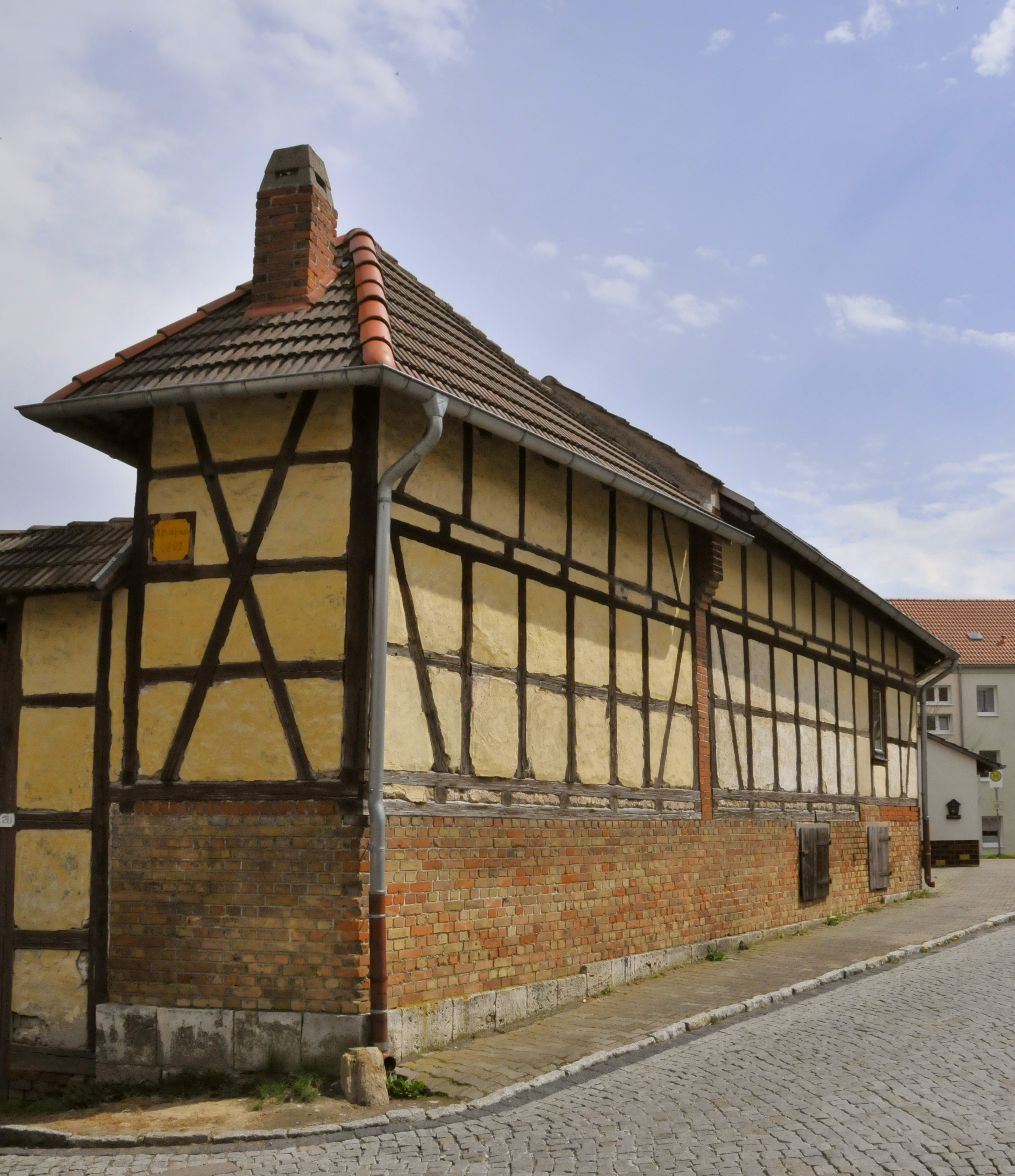
Ehemaliges Backhaus
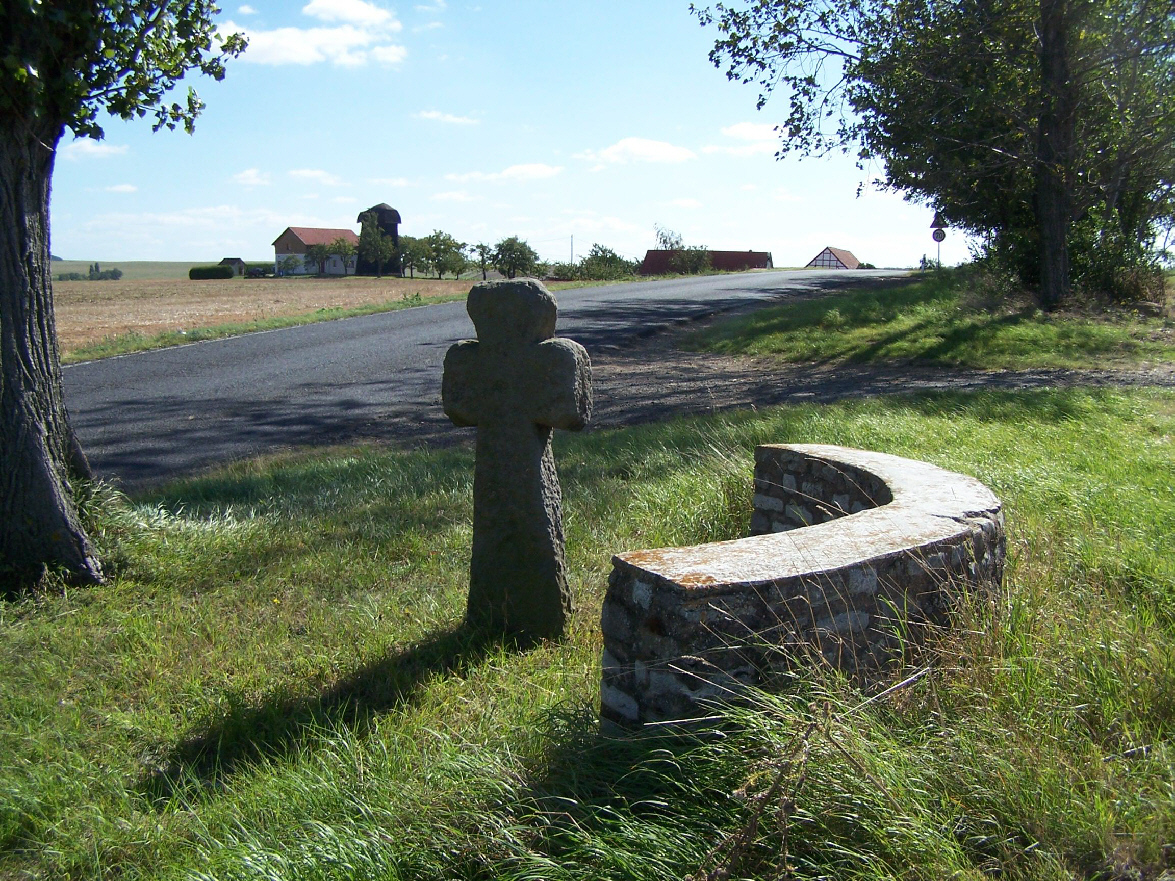
Steinkreuz und Windmühle bei Aschara

## Wirtschaft
Die Wirtschaft des Ortes ist landwirtschaftlich geprägt. Auch ein paar Handwerksbetriebe sind hier angesiedelt. Die größten Firmen sind eine Landmaschinen-Firma sowie eine Fahrzeug- und Maschinenbau-Firma. Aschara ist darüber hinaus bekannt durch eine gleichnamige Fleischwarenfabrik, die etwa 1985 an den Stadtrand von Bad Langensalza in ein neues Gewerbegebiet umgezogen ist.

## Verkehr
Östlich von Aschara verläuft die Bahnstrecke Gotha–Leinefelde. Nächstgelegener Haltepunkt ist Eckardtsleben.

## Persönlichkeiten
Söhne und Töchter des Ortes
- Curt Ludwig (1902–1989), Polizeipräsident von Bremen, Politiker (NSDAP) und SS-Führer